# VfL Halle 1896
Maillots
Le VfL Halle 1896 est un club sportif allemand localisé dans la ville de Halle, en Saxe-Anhalt.
Outre le football, le club comporte des sections de Gymnastique, de Handball, de Tennis de table, de Volley-ball, d'athlétisme …

## Histoire
Le club fut fondé le 16 juillet 1896 sous la dénomination Hallescher Fussballclub von 1896.
En janvier 1900, le cercle fut un des 86 fondateurs de la Deutscher Fussball Bund (DFB). 
Le 16 décembre 1900, il fut un des 12 fondateurs de la Verband Mitteldeutscher Ballspiel-Vereine (VMBV).
En 1909, le club devint le premier cercle allemand à devenir propriétaire de ses installations. Le stade, surnommé am Zoo, fut inauguré le 4 septembre 1910, avec une rencontre face au VfB Leipzig devant 10 000 spectateurs.
Après la Première Guerre mondiale, le 23 septembre 1919, le Hallescher FC 1896 s’unit avec le Kaufmännischen Turnverein Halle et forma le VfL Halle von 1896. La fusion ne fonctionna pas et chaque club reprit une route distincte. Toutefois, la dénomination VfL 1896 Halle fut conservée.
En 1945, le club fut dissous par les Alliés, comme tous les clubs et associations allemands (voir Directive n°23). 
Comme toute la Saxe-Anhalt, la ville de Halle se retrouva en Zone soviétique, puis en RDA à partir de 1949.
Le VfL Halle fut reconstitué le 10 novembre 1946 sous l’appellation SG Giebichenstein dont fut issu le 14 mai 1949, le SG Genossenschaften Halle. 
À partir de ce moment, le club vécut et changea d’appellation au rythme des humeurs des autorités communistes. En 1951, le club devint le BSG Empor Halle.
Après la Chute du Mur de Berlin et la réunification allemande, le cercle fut renommé SV Empor Halle, le 1er août 1990.
Le 4 juillet 1991, le club retrouva son nom historique de VfL 1896 Halle.

## Histoire football
En football, le premier succès du club fut obtenu, en 1905, avec le titre de la Gau I (Région Halle/Leipzig) de la VMBV.
Le club remporta six fois le titre de sa ligue locale et participa au tour final pour le titre de la Verband Mitteldeutscher Ballspiel-Vereine (VMBV). Il conquit ce titre en 1917 et en 1919, mais lors de ces années, le tour final du championnat national n'était pas organisé à cause de la guerre.
En 1937, le VfL 1896 Halle accéda à la Gauliga Mitte, une des seize ligues créées sur ordre des Nazis dès leur arrivée au pouvoir en 1933. 
Le VfL 1896 resta dans la Gauliga Mitte jusqu’en 1944.
Dissous par les Alliés en 1945 puis reconstitué en 1946, le club fut renommé plusieurs fois (voir ci-dessus). 
En football, il évolua dans les ligues inférieures de la Deutscher Fussball Verband (DFV), la fédération est-allemande. En 1980, il monta en DDR-Liga, la Division 2 est-allemande, mais n’y joua qu’une seule saison.
Ayant retrouvé son appellation de VfL 1896 Halle, après la réunification allemande, le club accéda à la Landesliga Sachsen-Anhalt. Au terme de la saison 1994-1995, le cercle monta en Oberliga Nordost Süd, soit à l’époque le 4e niveau de la hiérarchie du football allemand. 
En 1999, le VfL Halle 1896 conquit le titre et monta en Regionalliga Nordost (niveau 3). La saison suivante, le club termina 14e, mais il fut relégué en raison de la réduction des Regionalligen de 4 à 2 séries. 
Revenue en Oberliga, le club souffrit de sérieux problèmes financiers au point d’envisager une fusion avec son rival local du Hallescher FC. Mais les divergences entre les deux cercles empêchèrent l’aboutissement du projet. Le VfL 1896 choisit alors de redescendre volontairement jusqu’au niveau 6 de la pyramide, dans une ligue à l’époque nommée Verbandsliga Sachsen-Anhalt.
À la fin de la saison 2008-2009, le VfL Halle 1896 remonta en Oberliga Nordost, devenue 5e niveau de la hiérarchie de la DFB.

## Palmarès
- Champion de la Gau I de la Verband Mitteldeutscher Ballspiel-Vereine (VMBV): 1905.
- Champion de la Gau Saale de la Verband Mitteldeutscher Ballspiel-Vereine (VMBV): 1908, 1909, 1913, 1917, 1918, 1919.
- Champion de la Landesliga Sachsen-Anhalt: 1995.
- Champion de l’ Oberliga Nordost  Groupe Süd : 1999.
- Champion de la Verbansliga Sachsen-Anhalt: 2009.

- Vainqueur de la FSA-Pokal (Coupe de Saxe-Anhalt): 1995, 1997.

## Stade centenaire
La section de football du VfL 1896 Halle évolue dans le même stade (am Zoo) depuis 1910, soit depuis un peu plus de 100 ans. C’est en fait le club allemand occupant le même site depuis le plus longtemps.

## Joueurs connus
- Jörg Emmerich fut capitaine du club de FC Erzgebirge Aue, en 2. Bundesliga.
- Fritz Förderer 11 fois International allemand.
- Rico Glaubitz 11 matches pour le FSV Zwickau, en Bundesliga
- Steffen Karl joua en 2. Bundesliga.
- Karsten Oswald joua en 2. Bundesliga avec le SG Dynamo Dresden.
- Marcel Schied joua en 2. Bundesliga avec le FC Hansa Rostock.
- Dariusz Wosz plusieurs fois International allemand.

### Sources et Liens externes
- (de) Cet article est partiellement ou en totalité issu de l’article de Wikipédia en allemand intitulé « VfL Halle 1896 » (voir la liste des auteurs).
- Site officiel du VfL 1896 Halle
- Site des supporters du VfL 1896 Halle
- Archives des ligues allemandes depuis 1903
- Base de données du football allemand
- Site de la Fédération allemande de football